# Колом (Південна Дакота)
Колом (англ. Colome) — місто (англ. city) в США, в окрузі Тріпп штату Південна Дакота. Населення — 331 особа (2020).

## Географія
Колом розташований за координатами 43°15′35″ пн. ш. 99°43′1″ зх. д. / 43.25972° пн. ш. 99.71694° зх. д. (43.259666, -99.716874).  За даними Бюро перепису населення США в 2010 році місто мало площу 0,69 км², уся площа — суходіл.

## Демографія
Згідно з переписом 2010 року, у місті мешкало 296 осіб у 140 домогосподарствах у складі 79 родин. Густота населення становила 430 осіб/км².  Було 174 помешкання (253/км²).
Расовий склад населення:
| - 93,9 % — білих - 3,7 % — корінних американців - 0,7 % — азіатів |

До двох чи більше рас належало 1,7 %. Частка іспаномовних становила 0,0 % від усіх жителів.
За віковим діапазоном населення розподілялося таким чином: 26,0 % — особи молодші 18 років, 51,4 % — особи у віці 18—64 років, 22,6 % — особи у віці 65 років та старші. Медіана віку мешканця становила 43,7 року. На 100 осіб жіночої статі у місті припадало 86,2 чоловіків;  на 100 жінок у віці від 18 років та старших — 81,0 чоловіків також старших 18 років.
Середній дохід на одне домашнє господарство  становив 48 509 доларів США (медіана — 42 500), а середній дохід на одну сім'ю — 57 385 доларів (медіана — 48 229). Медіана доходів становила 38 750 доларів для чоловіків та 29 688 доларів для жінок. За межею бідності перебувало 10,3 % осіб, у тому числі 16,1 % дітей у віці до 18 років та 9,8 % осіб у віці 65 років та старших.
Цивільне працевлаштоване населення становило 155 осіб. Основні галузі зайнятості: освіта, охорона здоров'я та соціальна допомога — 31,6 %, сільське господарство, лісництво, риболовля — 20,6 %, роздрібна торгівля — 12,9 %, публічна адміністрація — 7,1 %.